# تیندی
تیندی (به روسی: Тинди) دهکده‌ای است در جمهوری داغستان روسیه. این دهکده در شهرستان تسومادا واقع شده‌است. ساکنان این دهکده از قوم تیندین هستند. در این دهکده مسجدی وجود دارد که متعلق به سدهٔ شانزدهم میلادی است.